# Georges d’Armagnac
Georges d’Armagnac (ur. w 1500 albo w 1501 w Gaskonii, zm. 1 albo 10 lipca 1585 w Awinionie) – francuski kardynał.

## Życiorys
Urodził się w 1500 albo 1501 roku w Gaskonii, jako syn Pierre’a d’Armagnaca i Fleurette de Luppé. Studiował pod kierunkiem kardynała Georges’a d’Amboise’a i uzyskał stopień licencjata z zakresu prawa kanonicznego. Został przedstawiony na francuskim dworze króla Franciszka I, jako protegowany Małgorzaty z Nawarry. Został kanonikiem kapituły katedralnej w Rodez, a następnie król rekomendował go na biskupa diecezji. 19 stycznia 1530 roku został wybrany biskupem Rodez, a 25 stycznia następnego roku przyjął sakrę. 17 czerwca 1536 roku został administratorem apostolskim Vabres-l’Abbaye, a 3 lipca – biskupem. W tym samym roku został ambasadorem Królestwa Francji w Wenecji, by zapewnić neutralność republiki w wojnie pomiędzy Franciszkiem I a Karolem V. W latach 1540–1545 był ambasadorem Francji w Rzymie. 19 grudnia 1544 roku został kreowany kardynałem prezbiterem i otrzymał kościół tytularny Santi Giovanni e Paolo. Dzięki protekcji Henryka II został mianowany arcybiskupem Tours w 1548 roku, jednocześnie rezygnując z diecezji Vabres. Trzy lata później zrezygnował z archidiecezji. Pełnił rolę administratora apostolskiego Lescar (1555), Tuluzy (1562–1582, 1584–1585) i Awinionu (1577–1584). Około 1561 roku zrezygnował z zarządzania diecezją Rodez i wziął udział w konferencji w Poissy. Był królewskim gubernatorem w Langwedocji, gdzie walczył przeciwko propagandzie hugenotów. Zmarł 1 albo 10 lipca 1585 roku w Awinionie.